# 岩生耳蕨
岩生耳蕨（学名：Polystichum rupicola）为鳞毛蕨科耳蕨属下的一个种。

## 扩展阅读
- 維基物種上的相關：岩生耳蕨